# Diócesis de Kumbo
La diócesis de Kumbo (en latín: Dioecesis Kumboënsis y en inglés: Roman Catholic Diocese of Kumbo) es una circunscripción eclesiástica de la Iglesia católica en Camerún. Se trata de una diócesis latina, sufragánea de la arquidiócesis de Bamenda. Desde el 8 de julio de 2006 su obispo es George Nkuo.

## Territorio y organización
La diócesis tiene 8600 km² y extiende su jurisdicción sobre los fieles católicos de rito latino residentes en la región del Noroeste en los departamentos de Bui y de Donga-Mantung y en parte del de Boyo.
La sede de la diócesis se encuentra en la ciudad de Kumbo, en donde se halla la Catedral de Santa Teresa.
En 2021 en la diócesis existían 39 parroquias agrupadas en 6 decanatos.

## Historia
La diócesis fue erigida el 18 de marzo de 1982 con la bula Aptiora in dies del papa Juan Pablo II, obteniendo el territorio de la diócesis de Bamenda, que al mismo tiempo se convirtió en arquidiócesis metropolitana.

## Estadísticas
Según el Anuario Pontificio 2022 la diócesis tenía a fines de 2021 un total de 137 591 fieles bautizados.
| Año                                                                             | Población            | Población | Población      | Sacerdotes | Sacerdotes    | Sacerdotes    | Bautizados por sacerdote | Diáconos permanentes | Religiosos | Religiosos | Parroquias |
| Año                                                                             | Bautizados católicos | Total     | % de católicos | Total      | Clero secular | Clero regular | Bautizados por sacerdote | Diáconos permanentes | Varones    | Mujeres    | Parroquias |
| ------------------------------------------------------------------------------- | -------------------- | --------- | -------------- | ---------- | ------------- | ------------- | ------------------------ | -------------------- | ---------- | ---------- | ---------- |
| 1990                                                                            | 87 371               | 417 000   | 21.0           | 26         | 14            | 12            | 3360                     |                      | 28         | 77         | 14         |
| 1999                                                                            | 126 271              | 653 244   | 19.3           | 39         | 27            | 12            | 3237                     |                      | 15         | 103        | 16         |
| 2000                                                                            | 130 577              | 665 255   | 19.6           | 41         | 27            | 14            | 3184                     |                      | 21         | 82         | 16         |
| 2001                                                                            | 134 404              | 672 774   | 20.0           | 44         | 29            | 15            | 3054                     |                      | 21         | 76         | 16         |
| 2002                                                                            | 138 324              | 672 774   | 20.6           | 55         | 42            | 13            | 2514                     |                      | 45         | 106        | 16         |
| 2003                                                                            | 141 682              | 673 182   | 21.0           | 60         | 45            | 15            | 2361                     |                      | 46         | 116        | 17         |
| 2004                                                                            | 141 970              | 700 000   | 20.3           | 56         | 45            | 11            | 2535                     |                      | 24         | 110        | 17         |
| 2013                                                                            | 166 167              | 868 443   | 19.1           | 80         | 56            | 24            | 2077                     |                      | 73         | 196        | 26         |
| 2016                                                                            | 178 321              | 877 857   | 20.3           | 83         | 60            | 23            | 2148                     |                      | 68         | 144        | 27         |
| 2019                                                                            | 193 900              | 942 100   | 20.6           | 93         | 65            | 28            | 2084                     |                      | 67         | 199        | 34         |
| 2021                                                                            | 137 591              | 653 250   | 21.1           | 103        | 74            | 29            | 1335                     |                      | 77         | 178        | 39         |
| Fuente: Catholic-Hierarchy, que a su vez toma los datos del Anuario Pontificio. |                      |           |                |            |               |               |                          |                      |            |            |            |

## Episcopologio
- Cornelius Fontem Esua (10 de septiembre de 1982-7 de diciembre de 2004 nombrado arzobispo coadjutor de Bamenda)
- George Nkuo, desde el 8 de julio de 2006